# ジャマール・ソープ
ジャマール・ソープ（Jahmar Thorpe, 1984年9月2日 - ）は、アメリカ合衆国のプロバスケットボール選手。ニュージャージー州モリスタウン出身。ポジションはパワーフォワード。現在はフリーエージェント。